# بژزووکا (استان سیلسیان)
بژزووکا (به لهستانی:  Brzezówka) یک روستا در لهستان است که در گمینا خاژلاخ واقع شده‌است. بژزووکا ۴٫۶۰ کیلومتر مربع مساحت و ۶۴۳ نفر جمعیت دارد.